# Pedro Clerot
Pedro Redovalho Clerot (Brasilia, Brasil; 27 de enero de 2007) es un piloto de automovilismo brasileño. Actualmente compite en el Campeonato de España de F4 del 2023 con MP Motorsport.

## Carrera

### Inicios
Clerot inició su en el Karting en 2016. En poco tiempo, se proclamó tricampeón de Brasilia, esto en las temporadas 2018, 2019 y 2021 y ganó dos veces el Brasil Open Cup en las temporadas 2020 y 2021.

### Fórmula 4

#### 2022
En 2022, Clerot sería anunciado por Full Time Sports para disputar la temporada inaugural del Campeonato Brasileño de Fórmula 4 en 2022, donde en 18 carreras, lograría obtener 7 victorias, 4 poles, 7 vueltas rápidas, 11 podios y sumaria 276 puntos, con esto, lograría obtener el primer título del nuevo campeonato de Fórmula 4.
Ese mismo año, Clerot participaría en los Motorsport Games de la FIA en la categoría de Fórmula 4 con el equipo Team Brazil, logrando clasificarse 2 veces en cuarto lugar, pero terminando en la novena posición en la carrera principal debido a una penalización de 5 segundos por haber excedido los límites de la pista en 6 ocasiones distintas durante la carrera.

#### 2023
El 6 de diciembre de 2022 se anunció que Clerot firmaba con MP Motorsport para el Campeonato de España de F4 de 2023. Compitió también con ese equipo en 6 carreras del Campeonato de EAU de Fórmula 4 de 2023, en donde lograría sumar 30 puntos.

## Resumen de carrera
| Temporada | Categoría                                       | Equipo                | Carreras     | Victorias    | Poles        | VR           | Podios       | Puntos       | Pos.         |
| --------- | ----------------------------------------------- | --------------------- | ------------ | ------------ | ------------ | ------------ | ------------ | ------------ | ------------ |
| 2021      | Campeonato Paulista de Fórmula Delta            | N/A                   | 14           | 2            | 2            | 4            | 9            | 121          | 2.º          |
| 2022      | Campeonato Brasileño de Fórmula 4               | Full Time Sports      | 18           | 7            | 4            | 7            | 11           | 276          | 1.º          |
| 2022      | Campeonato de Italia de Fórmula 4               | AKM Motorsport        | 6            | 0            | 0            | 0            | 0            | 0            | 31.º         |
| 2022      | Motorsport Games de la FIA                      | Team Brazil           | 1            | 0            | 0            | 0            | 0            | N/A          | 9.º          |
| 2023      | Campeonato de EAU de Fórmula 4                  | MP Motorsport         | 6            | 0            | 0            | 0            | 0            | 30           | 13.º         |
| 2023      | Campeonato de España de F4                      | MP Motorsport         | 21           | 2            | 1            | 1            | 3            | 151          | 6.º          |
| 2024      | Campeonato de Fórmula Regional de Medio Oriente | Saintéloc Racing      | 6            | 0            | 0            | 0            | 0            | 0            | 28.º         |
| 2024      | Campeonato de Fórmula Regional Europea          | Van Amersfoort Racing | 20           | 0            | 0            | 0            | 2            | 93           | 8.º          |
| 2025      | Campeonato de Fórmula Regional Europea          | Van Amersfoort Racing | Disputándose | Disputándose | Disputándose | Disputándose | Disputándose | Disputándose | Disputándose |
| Fuente:   |                                                 |                       |              |              |              |              |              |              |              |

## Resultados

### Campeonato de Italia de Fórmula 4
(Clave) (negrita indica pole position) (cursiva indica vuelta rápida puntuable)

| Año  | Equipo         | 1   | 1   | 1   | 2   | 2   | 2   | 3   | 3   | 3   | 4   | 4   | 4   | 5   | 5   | 5   | 5   | 6   | 6   | 6   | 7   | 7   | 7   | Pos. | Puntos |
| ---- | -------------- | --- | --- | --- | --- | --- | --- | --- | --- | --- | --- | --- | --- | --- | --- | --- | --- | --- | --- | --- | --- | --- | --- | ---- | ------ |
| 2022 | AKM Motorsport | IMO | IMO | IMO | MIS | MIS | MIS | SPA | SPA | SPA | VLL | VLL | VLL | SPI | SPI | SPI | SPI | MNZ | MNZ | MNZ | MUG | MUG | MUG | 31.º | 0      |
| 2022 | AKM Motorsport | 18  | 11  | 25  | 14  | 19  | 17  |     |     |     |     |     |     |     |     |     |     |     |     |     |     |     |     | 31.º | 0      |

### Motorsport Games de la FIA
(Clave) (negrita indica pole position) (cursiva indica vuelta rápida puntuable)

| Año  | Escudería   | Clase     | Q   | QR  | Pos. |
| ---- | ----------- | --------- | --- | --- | ---- |
| 2022 | Team Brazil | Fórmula 4 | 4.º | 4.º | 9.º  |

### Campeonato de EAU de Fórmula 4
(Clave) (negrita indica pole position) (cursiva indica vuelta rápida)

| Año  | Equipo        | 1    | 1    | 1    | 2    | 2    | 2    | 3    | 3    | 3    | 4    | 4    | 4    | 5   | 5   | 5   | Pos. | Puntos |
| ---- | ------------- | ---- | ---- | ---- | ---- | ---- | ---- | ---- | ---- | ---- | ---- | ---- | ---- | --- | --- | --- | ---- | ------ |
| 2023 | MP Motorsport | DUB1 | DUB1 | DUB1 | KUW1 | KUW1 | KUW1 | KUW2 | KUW2 | KUW2 | DUB2 | DUB2 | DUB2 | YMC | YMC | YMC | 13.º | 30     |
| 2023 | MP Motorsport |      |      |      |      |      |      |      |      |      | 12   | 5    | 12   | 9   | 7   | 4   | 13.º | 30     |

### Campeonato de España de F4
(Clave) (negrita indica pole position) (cursiva indica vuelta rápida)

| Año  | Equipo        | 1   | 1   | 1   | 2   | 2   | 2   | 3   | 3   | 3   | 4   | 4   | 4   | 5   | 5   | 5   | 6   | 6   | 6   | 7   | 7   | 7   | Pos. | Puntos |
| ---- | ------------- | --- | --- | --- | --- | --- | --- | --- | --- | --- | --- | --- | --- | --- | --- | --- | --- | --- | --- | --- | --- | --- | ---- | ------ |
| 2023 | MP Motorsport | SPA | SPA | SPA | ARA | ARA | ARA | NAV | NAV | NAV | JER | JER | JER | EST | EST | EST | VAL | VAL | VAL | BAR | BAR | BAR | 6.º  | 151    |
| 2023 | MP Motorsport | 1   | 1   | 2   | 10  | 4   | 6   | 5   | 6   | 5   | 12  | 28  | 10  | 4   | 5   | 5   | 22  | 9   | 24  | 13  | 4   | 17  | 6.º  | 151    |